# 北帕雷德峰
47°22′S 73°26′W / 47.367°S 73.433°W

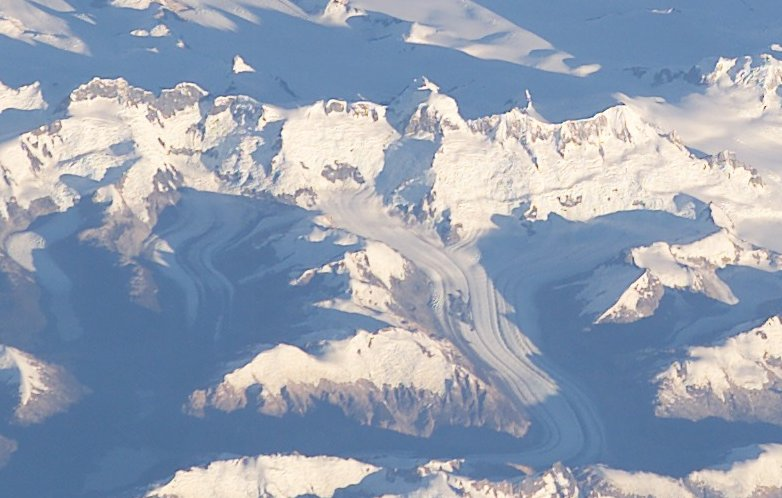

北帕雷德峰是智利的山峰，位於該國南部伊瓦涅斯將軍艾森大區的普拉特海軍上尉省，屬於安第斯山脈的一部分，處於聖拉斐爾潟湖國家公園，距離首都聖地牙哥1,600公里，海拔高度3,005米。

## 外部連結
- http://www.igm.cl/producto_resumen2.asp?id=1368 （页面存档备份，存于）
- https://web.archive.org/web/20070927185255/
- http://www.igm.cl/producto_resumen2.asp?id=1368 （页面存档备份，存于）
- http://pubs.usgs.gov/prof/p1386i/chile-arg/wet/fig27.html （页面存档备份，存于）